# جورج ويندهام
جورج ويندهام (بالإنجليزية: George Wyndham)‏ (1801 في المملكة المتحدة - 24 ديسمبر 1870 بسيدني في أستراليا) هو فلاح وصانع نبيذ ولاعب كريكت بريطاني (وحمل سابقاً جنسية المملكة المتحدة لبريطانيا العظمى وأيرلندا). لعب مع نادي جامعة كامبريدج للكريكيت ‏.